# Cordia yombomba
Cordia yombomba là loài thực vật có hoa trong họ Mồ hôi. Loài này được Vaupel mô tả khoa học đầu tiên năm 1912.